# St. Vitus (Schnaittenbach)
Die römisch-katholische Pfarrkirche St. Vitus in der Oberpfälzer Kleinstadt Schnaittenbach im Landkreis Amberg-Sulzbach ist der Diözese Regensburg zugeordnet.
Im ältesten Pfarreienverzeichnis des Bistums erscheint 1326 erstmals die Pfarrei Schnaittenbach im Dekanat „Swaintzendorf“ (Schwandorf). In einer Urkunde des Richters Peter Wiesenackers wird die Kirche St. Vitus 1384 zum ersten Mal genannt. In der Matrikel der Diözese Regensburg aus dem Jahre 1433 ist Schnaittenbach als Pfarrei aufgeführt. Aus dem Jahr 1461 stammt eine Glocke, aus deren Inschrift hervorgeht, dass die Kirche dem Heiligen Vitus geweiht ist. Diese Glocke ist die heutige Sterbeglocke.

## Geschichte
Graf Gebhardt II. von Sulzbach (1112–1188) soll um 1163 durch einen Maurer aus Hirschau eine Kirche in Schnaittenbach erbauen haben lassen. Archäologische Untersuchungen des Jahres 2012 belegen jedoch eine bis um das Jahr 1000 zurückreichende Baugeschichte der stehenden Kirche. Zum hierbei erfassten ältesten steinernen Kirchenbau gehören Teil der Nordwand, die zu einem kleinen Saalbau mit eingezogenem Chor gehört haben dürften. Bereits im frühen 12. Jahrhundert scheint dieser Bau erstmals erweitert worden zu sein. Insgesamt ließen sich bei den Untersuchungen am Kernbau der Kirche fünf mittelalterliche Bauphasen von der Zeit um 1000 bis in das 15. Jahrhundert nachweisen. So erfolgte im 14. Jahrhundert, möglicherweise zwischen 1348 und 1368, der Neubau des Chores und um 1461 der Bau des heutigen Glockenturms im Südosten. Die Ausgrabungen erbrachten zudem Anhaltspunkte für einen hochmittelalterlichen Herrensitz im Bereich der Vituskirche, der wahrscheinlich mit einem Verwaltungssitz der Grafen von Sulzbach an der wichtigen West-Ost-Route nach Nabburg in Verbindung zu bringen ist.
Bereits 1701 war die Kirche mit Balken gestützt worden, 1711 wurden erhebliche Mängel an der Bausubstanz festgestellt. Die Gläubigen trauten sich aus Angst um ihr Leben nicht mehr in das Gotteshaus und der damalige Mesner berichtete: alle morgen hauffige Schitt, Sandt, Stein und andern Un-rath, so auß dem zersprungenen gemäuer sich herausröhret und fallet, findet. Im Frühjahr 1712 wurde das Langhaus niedergelegt, wobei entgegen der Planung das Chorgewölbe größtenteils einstürzte. Im darauf folgenden Jahr wurde der Bau fertiggestellt. Allerdings fehlten noch die Fenster, das Gewölbe und das Dach. Neu wurden „das Zimmerwerk, die Seitten Mauern und hintern Gibl“ gefertigt. Die Kirche war nun fast doppelt so groß wie zuvor. In den Jahren 1752, 1775, 1832, 1839, 1879 und 1886 fanden Instandsetzungsarbeiten statt.

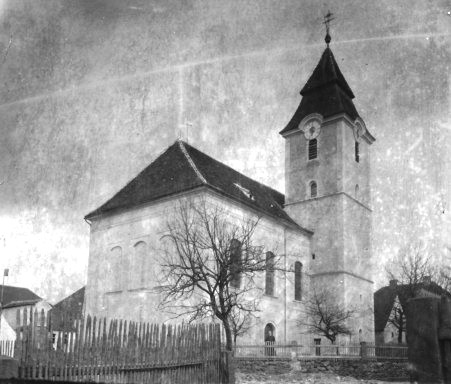
Außenansicht Kirche Sankt Vitus Schnaittenbach vor 1910

Die Kirche wurde in den Jahren 1910/1911 nach den Plänen des bekannten Regensburger Architekten Heinrich Hauberrisser um das Doppelte nach Westen hin erweitert, da die Pfarrei 1712 etwa 547 und im Jahr 1906 nahezu 1200 Bewohner zählte.
Durch die Erweiterung ergab sich die bauliche Situation, dass – entgegen der traditionellen Ost-West-Ausrichtung d. h. „Altar im Osten“ der Kirche – der Hochaltar dieser Kirche sich ausnahmsweise im Westteil befindet und der Chorraum im Osten.

## Baubeschreibung, Ausstattung

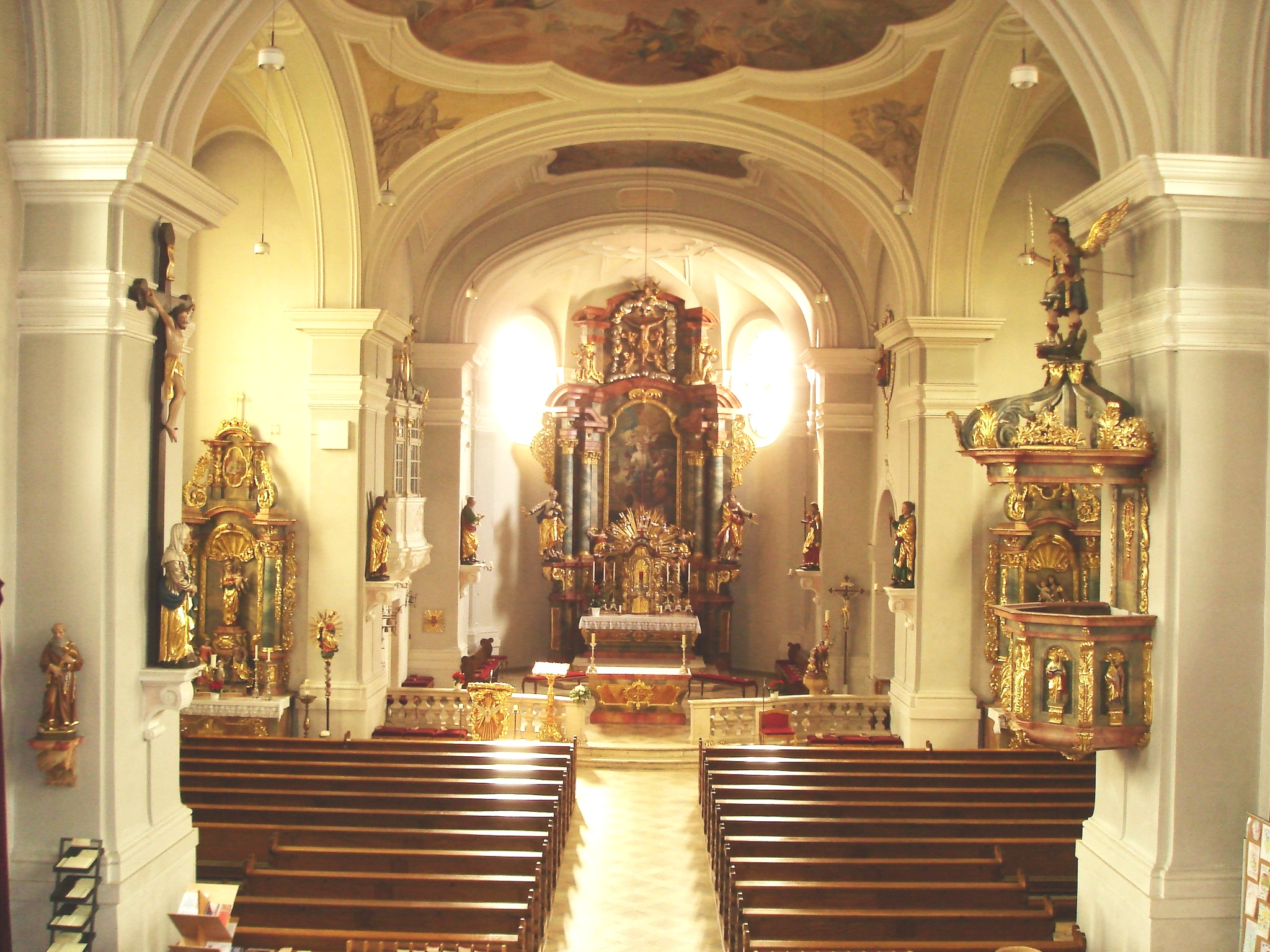
Innenansicht Kirche Sankt Vitus Schnaittenbach

Das Gotteshaus hat Tonnengewölbe mit Stichkappen und Wandpilaster. Die Kirche ist 48,5 m lang. Im Querschiff misst die Breite 18,5 m, die schmalste Stelle 12 m. Im Innenraum bis zum Gewölbe sind es 11,20 m. Der Innenraum des Erweiterungsbaues wird von einem Rabitz-Putzgewölbe mit Vierungskuppel überwölbt. Im alten Teil der Kirche befinden sich gemauerte Gewölbe.

### Einrichtung
Als im Jahr 1712 die Kirche erweitert wurde, kam eine völlig neue Ausstattung in das Gotteshaus. Nachdem Johann Michael Doser sich in der Region einen ausgezeichneten Ruf verdient hatte, bekam er auch den Auftrag für die Innenausstattung der Pfarrkirche Schnaittenbach.

#### Hochaltar
Der Anfang wurde 1712 bei der Ausstattung mit dem Hochaltar gemacht, einem hohen, ins Spitzgewölbe komponierten Viersäulenaufbau mit geschwungenen Segmentgiebeln und reich verkröpftem Gebälk; eine kleine Wiederholung im Aufzug mit der „schmerzhaften Dreifaltigkeit“: auf dem von Wolken und Engeln umrahmten Gekreuzigten die Taube des Hl. Geistes und die Halbfigur Gottvaters, alles in Kleinausgabe, aber in echter Dosermanier.
Die zwei großen Engel mit den Marterwerkzeugen wurden im Zuge einer der letzten Renovierungen angebracht. Das Altarblatt zeigt ein Ölgemälde, auf dem der Hl. Vitus, der Patron der Pfarrkirche, abgebildet ist. Das Altarblatt war vor Jahrzehnten oben mit Akanthusschnitzwerken verziert. Ein kleiner Teil davon ist noch vorhanden.
Auf dem Altar blieben zwei Figuren erhalten; die des Hl. Petrus und des Hl. Paulus, über denen dichte Akanthusbüsche angebracht sind. Bis 1975 befanden sich neben dem Hl. Petrus und Hl. Paulus noch die Figuren des Hl. Jakobus des Älteren und des Hl. Bartholomäus. Die beiden letztgenannten befinden sich nun im Querschiff zwischen den „Evangelistenfenstern“.

#### Tabernakel am Hochaltar
Der Tabernakel sowie der Altartisch wurden 1913 von dem Architekten Bachmann aus München entworfen und von dem Bildhauer Hans Loibl aus Stadtamhof erbaut.
Im Kreuzesthron – inzwischen nicht mehr sichtbar – war das Christusmonogramm IHS in Form einer Sonne dargestellt; der Hintergrund war ganz in Gold gehalten. Der Kreuzesthron ist der Ort, in welchem sich die Monstranz bei der Aussetzung befindet. Dieses „Schränkchen“ ist abschließbar mit einer nach hinten laufenden halbrunden Türe, auf der sich ein Kreuz in einer vergoldeten Reliefdarstellung befindet. Links und rechts des Tabernakels sind – sichtbar hinter Glas – Reliquien von Heiligen aufbewahrt. Diese Reliquien stammen aus dem früheren konsekrierten Hochaltar und aus angekauften Reliquienpyramiden. Zwei Anbetungsengel auf geschwungenen Postamenten verehren das Allerheiligste. Der Tabernakel ist umgeben von einem großen Strahlenkranz, der von vielen Engelsköpfchen verziert wird.

#### Seitenaltäre
Die Seitenaltäre kamen wahrscheinlich nach 1720 in die Kirche, ebenfalls aus der Werkstatt von Doser.
Der linke Seitenaltar ist der Gottesmutter Maria geweiht. Die Figur wurde um 1500 geschaffen. Das Jesuskind, die Krone und das Zepter sind barocke Ergänzungen. Das Bild oben im Altar zeigt die Hl. Mutter Anna mit Maria. Im Altarunterbau befindet sich das Heilige Grab.
Der rechte Seitenaltar ist dem Hl. Josef geweiht. Die Figur Josefs mit Kind kam zusammen mit den Altären in die Pfarrkirche. Das obere Bild zeigt den Hl. Leonhard. Auf dem Altar befindet sich ein Tabernakel. Dieser Altar dient in der Karwoche als Repositionsaltar (Überführung der Hostien am Gründonnerstag).

#### Franziskusaltar
Der Rokokoaltar hatte bereits mehrere Standorte aufzuweisen. Ursprünglich stand dieser im sogenannten Ölberg. Ab 1911 fand der Altar eine neue Verwendung. Sein neuer Platz befand sich im Baptisterium an der Westseite der neuen Kirche. Anstatt der Holzfigur (Christi am Ölberg) wurde 1911 ein Ölbild des Hl. Franziskus angebracht, welches von einem Münchner Kunstmaler geschaffen worden war. Im Rahmen der Kircheninnenrenovierung 1973 wurde der bisherige Volksaltar im Altarraum durch den Unterbau des Rokokoaltars ersetzt. Der Taufaltar erhielt einen neuen, aber unpassenden Unterbau, der auch als Schrank Verwendung findet. Im Zuge der Entfernung von zwei Beichtstühlen 2003 fand sich für den Altar ein neuer Platz im Langschiff der Kirche, rechts vom Nordportal.

#### Kanzel
Die Kanzel war in der alten Kirche links neben dem Josefaltar. An der Kanzeldecke war die Figur des guten Hirten aufgestellt, welche in den 1950er Jahren durch die Figur des Erzengels Michael ausgetauscht wurde. Der gute Hirte befindet sich nun an der oberen Emporenbrüstung. Unterhalb des Schalldeckels wird der Heilige Geist dargestellt. Bevor die Kanzel ihren neuen Platz im Langschiff der neuen Kirche fand, waren zwischen den Rankstäben die Bilder der vier Evangelisten angebracht. Pfarrer Freimuth aus Wörth stiftete 1911 kleine Figuren der vier lateinischen Kirchenväter (Ambrosius von Mailand, Hieronymus, Augustinus von Hippo, Gregor der Große).
Der Treppenaufgang zur Kanzel wurde bei der letzten Innenrenovierung entfernt und die offene Seite des Kanzelkorbs „stilgerecht“ verschlossen.

#### Figuren
Die Pfarrkirche hat eine reiche Ausstattung an Figuren. Die meisten Figuren stammen aus der Zeit der Kirchenerweiterung um 1720. Zuletzt wurden die Figuren bei der Innenrenovierung 1973 restauriert:
- Herz-Jesu
- die Hl. Zwölf Apostel
- Hl. Paulus
- Taufgruppe (Jesus und Johannes)
- Hl. Barbara und Katharina
- Hl. Sebastian und Hl. Nepomuk
- Kreuz mit Schmerzensmutter
- der Gute Hirte
- Hl. Konrad
- Heilige Familie
- Madonna im Rosenkranz
- Hl. Vitus

### Deckengemälde
1948 erfolgten eine gründliche Renovierung der Innenarchitektur sowie eine kostspielige Ausmalung des Kirchenschiffes. Die Kirchenmaler Richard Holzner und Markus Hörmann vollendeten das malerische Gesamtbild mit 14 Deckengemälden, von denen noch 12 zu sehen sind.
Das größte Gemälde stellt die Krönung Mariens dar. Auf der linken Seite werden die drei göttlichen Tugenden dargestellt: Glaube, Hoffnung und Liebe. Der Leitspruch dieses Gemäldes lautet: „Dich Christus preist der Märtyrer glänzendes Heer.“ In den vier Ecken des großen Gewölbes sind der Hl. Laurentius, der Hl. Stephanus, der Hl. Ignatius von Antiochien und die Hl. Perpetua dargestellt. Vorne, links und rechts sind drei weitere Bilder.
Auf dem vorderen Gemälde sind vier Engel abgebildet, die ein Spruchband mit folgender Aufschrift in den Händen halten: „Christus, Du Stärke der Märtyrer.“ Auf den anderen Bildern ist jeweils der Hl. Vitus dargestellt. Das letzte Bild über der Orgel zeigt einen Chor mit Engeln.
Im Langschiff befinden sich drei weitere Deckengemälde. Das mittlere zeigt den Hl. Geist, umgeben von Engeln. Die beiden anderen Deckengemälde stellen Szenen aus dem Leben des Hl. Vitus dar.

### Fenster
Herz Jesu und Herz Mariä
Die beiden Fenster links und rechts vom Hochaltar sind der Verehrung des Herzens Jesu und des Herzens Mariä gewidmet. Die Fenster wurden von der Königlich Bayerischen Hofglasmalerei Franz Xaver Zettler, München, gefertigt.
Evangelisten
Die Fenster der vier Evangelisten Johannes, Lukas, Matthäus und Markus stammen von der Königlich Bayerischen Hofglasmalerei Georg Schneider aus Regensburg. Die Fenster bestehen aus Brillantscheiben mit Sechseckverbleiung.
Frauenfenster
Im Langschiff befinden sich auf der Südseite von rechts nach links im Fenster die Darstellungen der Hl. Agnes, der Hl. Anna und der Hl. Elisabeth. Entworfen und gefertigt wurden die Fenster von der Firma Zettler. Der Einbau erfolgte 1918.
Männerfenster
Auf der Nordseite des Langschiffs befinden sich in den Fenstern von links nach rechts die Darstellungen des Hl. Wolfgang, Martinus und Isidor. Die Fenster fertigte die Firma Schneider.
Fenster in der Taufkapelle
In der Taufkapelle befinden sich zwei kleine Fenster. Das eine zeigt den Hl. Antonius von Padua, das andere stellt den Hl. Geist dar.

### Glocken
Folgende Glocken befinden sich in der Glockenstube:
| Nr. | Name                | Schlagton | Gewicht [kg] | Durchmesser [cm] | Gussjahr | Gießer             | Inschrift |
| 1   | Bruderschaftsglocke | des1      | 1615         | 148              | 1950     | Karl Czudnochowsky | „Jesus, Maria, Josef – helft, rettet uns“ |
| 2   | Vitusglocke         | f1        | 752          | 133              | 1950     | Karl Czudnochowsky | „Hl. Vitus schütze uns in aller Not“ |
| 3   | Angelusglocke       | as1       | 629,50       | 102              | 1965     | Georg Hofweber     | „AVE MARIA GRATIA PLENA DOMINUS TECUM BENEDICTA TU IN MULIERIBUS“ („Gegrüßet seist du Maria, voll der Gnade, der Herr ist mit dir, du bist gebenedeit unter den Frauen“) |
| 4   | Schutzengelglocke   | b1        | 271          | 82               | 1950     | Karl Czudnochowsky | „Gottes Engel sei uns Führer himmelwärts.“ |
| 5   | Marienglocke        | des2      | 248          | 74,5             | 1965     | Georg Hofweber     | „AVE MARIA ORA PRO NOBIS IN HORA MORTIS NOSTRAE“ („Gegrüßet seist du Maria, bitte für uns in der Stunde unseres Todes“)                                                  |
| 6   | Sterbeglocke        | as2       | ca. 58       | 46               | 1461     |                    | Umschrift in gotischen Minuskeln: „Scta est hec campana Sti vi (i. e. Viti) anno MCCCCLXI“. („Hl. Vitus, im Jahr des Herrn 1461 ist der Turm erbauet.“)                  |

Der Viertelstundenschlag erfolgt melodisch auf den Glocken 4,3 und 2, die vollen Stunden werden von Glocke 1 geschlagen. Jeden Samstag wird um 15 Uhr mit dem Vollgeläut für fünf Minuten der Sonntag eingeläutet.
Es existiert außerdem eine Friedhofsglocke am Leichenhaus:
| Name           | Gewicht [kg] | Durchmesser [cm] | Gussjahr |
| „Speiseglocke“ | ca. 200      | 63               | 14. Jh   |

### Orgel

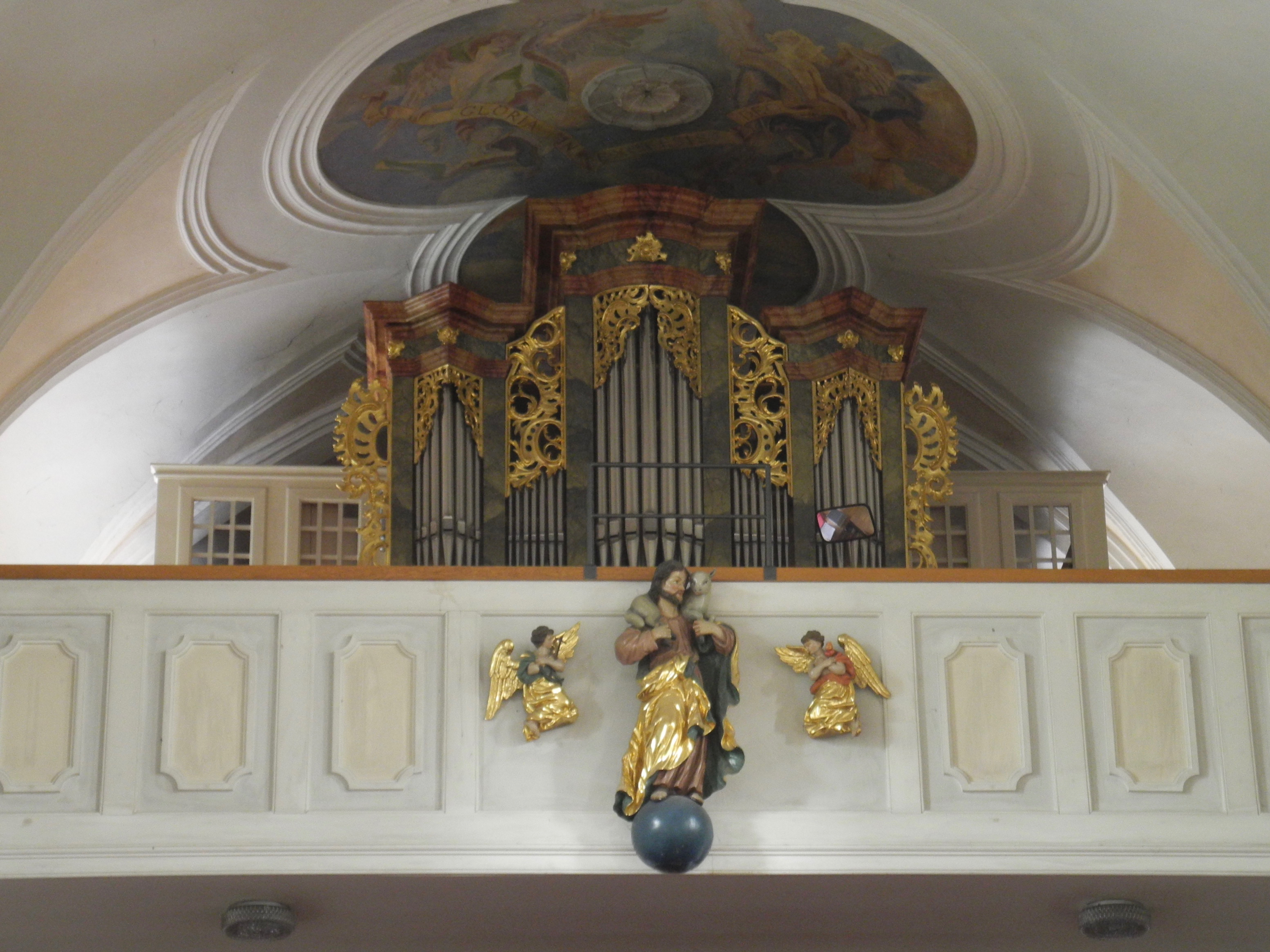
Brandenstein-Prospekt

Die Orgel wurde von der Firma Mattes aus Metten hinter dem historischen Prospekt aus dem Jahr 1724 (andere Quellen: um 1750) des Orgelbauers Johann Konrad Brandenstein errichtet und am 4. Juni 2000 durch den damaligen Weihbischof von Regensburg Wilhelm Schraml eingeweiht. Sie umfasst 26 Register auf zwei Manualen und Pedal. Die Spieltraktur ist mechanisch, die Registertraktur ist mechanisch und kann auch elektrisch angesteuert werden. Das Instrument hat folgende Disposition:
| I Hauptwerk C–a3 |             |       |
| 1.               | Bordun      | 16′   |
| 2.               | Principal   | 8′    |
| 3.               | Copel       | 8′    |
| 4.               | Flöte       | 8′    |
| 5.               | Oktave      | 4′    |
| 6.               | Blockflöte  | 4′    |
| 7.               | Quinte      | 2 ⁄3′ |
| 8.               | Octave      | 2′    |
| 9.               | Mixtur IV-V | 2′    |
| 10.              | Trompete    | 8′    |

| II Oberwerk C–a3 |                |        |
| 11.              | Rohrflöte      | 8′     |
| 12.              | Salicional     | 8′     |
| 13.              | Principal      | 4′     |
| 14.              | Querflöte      | 4′     |
| 15.              | Nasard         | 2 ⁄3′  |
| 16.              | Hohlflöte      | 2′     |
| 17.              | Terz           | 1 3⁄5′ |
| 18.              | Scharff III-IV | 1 ⁄3′  |
| 19.              | Oboe           | 8′     |
|                  | Tremulant      |        |

| Pedal C–f1 |               |     |
| 20.        | Principalbass | 16′ |
| 21.        | Subbaß        | 16′ |
| 22.        | Oktavbaß      | 8′  |
| 23.        | Bassflöte     | 8′  |
| 24.        | Choralbass    | 4′  |
| 25.        | Posaune       | 16′ |
| 26.        | Dulzian       | 8′  |

- Koppeln: II/I, I/P, II/P
- Spielhilfe: 64-fache Setzeranlage

### Epitaphe

#### Kastner-Epitaph
An der Südostseite der Kirche, rechts vor den Emporen, befindet sich ein prachtvolles Epitaph. Vor 1910 war das Denkmal an der Nordseite beim Hochaltar angebracht. Die Plastik zeigt die Erschaffung Evas. Das sogenannte Kastner-Epitaph besteht aus Kalkstein, es wird von zwei Rotmarmorsäulen eingefasst. Über dem reich verzierten Gesims ist das Wappen der Herren Kastners zu sehen, jenem Adelsgeschlecht, das jahrhundertelang in Schnaittenbach ansässig war. Links und rechts im Bild die beiden Verstorbenen. Unter dem Bild ist in den Kalkstein folgende Inschrift eingehauen: „Die Edlen und Vhesten Alexander und Hanns Christoff die Castner, Gebrüder von untern Schnaittenbach zum Holzhamer sind verschieden. Der Erste den xxviii Augusti Anno M.V.xLii. [1542] Der ii den xxii Septe: Anno M.V.xLvii. [1547] denen Gott genad.“

#### David Kastner-Epitaph
Im hinteren Bereich der Kirche auf dem großen Eckpfeiler ist ein weiterer Grabstein eingemauert, der den Tod des am 29. April 1590 im 49. Lebensjahr verstorbenen David Kastner aufweist. Der einstige Standort dieses Gedenksteins war neben dem anderen Kastnerschen Grabdenkmal angebracht. In der Mitte der roten Marmorplatte das Wappen der Kastner, umgeben von zehn Ahnenwappen. Unten links und rechts die Wappen seiner beiden Frauen Gugel und Pötschner, die vier Wappen der Ahnen der väterlichen Linie auf der linken Seite (Castner, Sauerzapf, Plech und Hayden), die vier Wappen der Ahnen der mütterlichen Linie auf der rechten Seite (Kötzel, Rieter, Haller (von Hallerstein) und Imhoff). Darunter die betende Familie. Vier Kinder gingen aus der Familie hervor, jedoch überlebte nur ein Mädchen seinen Vater. Bereits am 4. Mai 1594 starb das Mädchen. Das Mädchen wurde neben seinen Geschwistern in der Pfarrkirche begraben. Der aus weißem Marmor gefertigte Grabstein dieses Mädchens, welcher jedoch nicht mehr vorhanden ist, enthielt ein Reliefbild der Verstorbenen.

## Lourdes-Kapelle

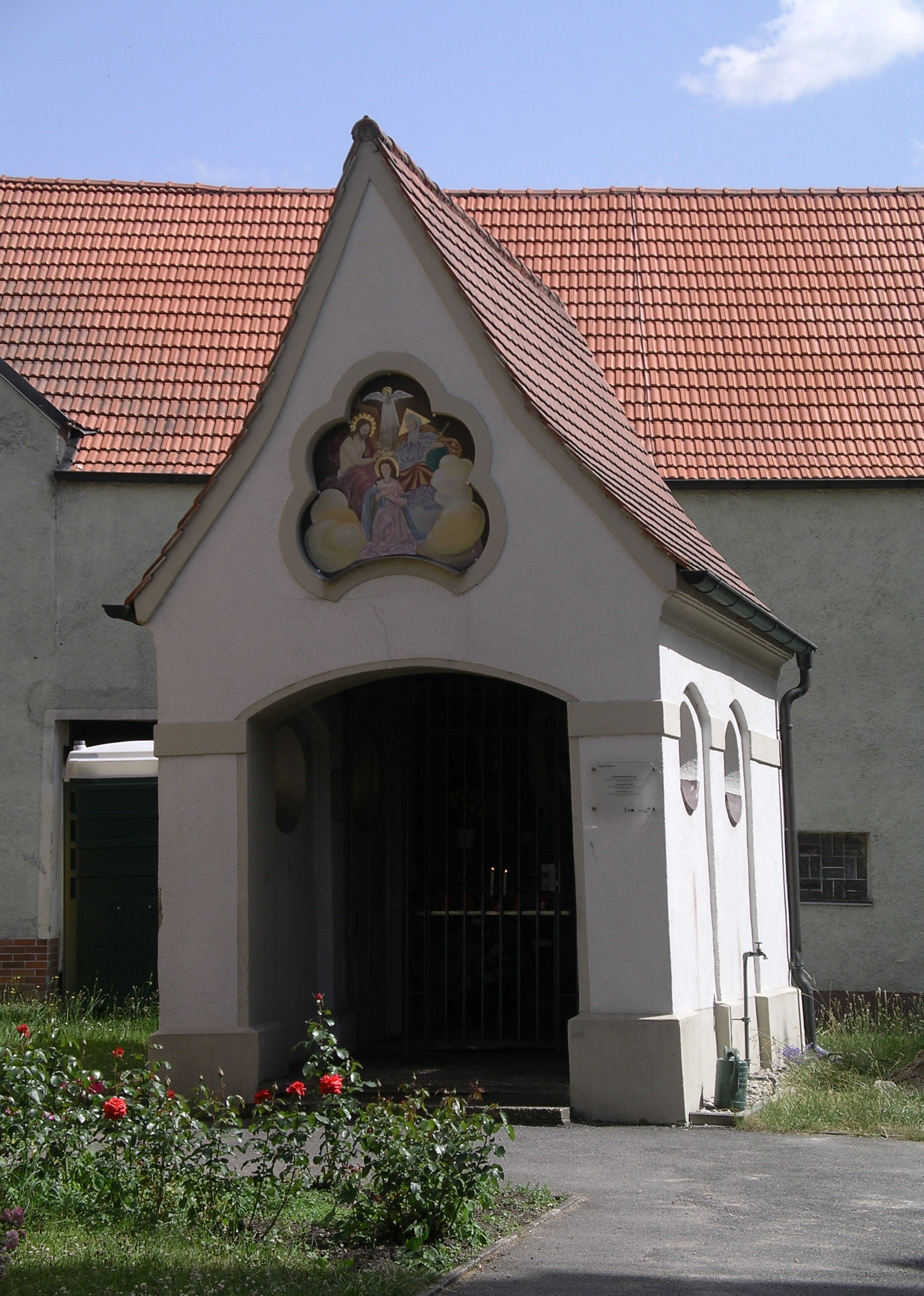
Lourdes-Kapelle

Östlich der Kirche steht auf dem Kirchhof die Lourdes-Kapelle. Die Kapelle wurde 1911 im neobarocken Stil erbaut und steht heute leicht schief.